# Doroschnoje (Kaliningrad, Gurjewsk)
Doroschnoje (russisch Дорожное, deutsch Altenberg (Ostpreußen)) ist ein Ort in der russischen Oblast Kaliningrad. Er gehört zur kommunalen Selbstverwaltungseinheit Stadtkreis Gurjewsk im Rajon Gurjewsk.

## Geographische Lage
Doroschnoje liegt am südlichen Stadtrand von Kaliningrad (Königsberg) an der Kommunalstraße 27K-089, welche die Oblasthauptstadt mit Swetloje (Kobbelbude) verbindet (ehemalige deutsche Reichsstraße 126). Die nächste Bahnstation ist Dserschinskaja-Nowaja an der Bahnstrecke Kaliningrad–Bagrationowsk, Teilstück der ehemaligen Ostpreußischen Südbahn.

## Geschichte
Das einst Altenberg genannte Dorf (mit Gut) wurde 1874 in den damals neu errichteten Amtsbezirk Aweiden (heute russisch: Juschny, im Stadtgebiet Kaliningrads) eingegliedert. Er gehörte zum Landkreis Königsberg (Preußen) (ab 1939 Landkreis Samland) im Regierungsbezirk Königsberg der preußischen Provinz Ostpreußen. Im Jahre 1910 lebten hier 214 Menschen.
Als der Amtsbezirk Aweiden aufgelöst wurde, kam Altenberg am 14. Mai 1930 zum Amtsbezirk Gollau (heute russisch: Poddubnoje), verblieb jedoch im gleichen Landkreis. Die Einwohnerzahl belief sich 1939 auf 253.
Nach dem Zweiten Weltkrieg kam Altenberg mit dem nördlichen Ostpreußen zur Sowjetunion. Im Jahr 1950 erhielt der Ort die russische Bezeichnung Doroschnoje und wurde gleichzeitig dem Dorfsowjet Zwetkowski selski Sowet im Rajon Kaliningrad zugeordnet. Später gelangte der Ort in den Nowomoskowski selski Sowet im Rajon Gurjewsk. Von 2008 bis 2013 gehörte Doroschnoje zur Landgemeinde Nowomoskowskoje selskoje posselenije und seither zum Stadtkreis Gurjewsk.

## Kirche
Die überwiegend evangelische Bevölkerung Altenbergs gehörte bis 1945 zum Kirchspiel Ludwigswalde (heute russisch: Lesnoje). Es war Teil des Kirchenkreises Königsberg-Land I in der Kirchenprovinz Ostpreußen der Kirche der Altpreußischen  Union.
Heute liegt Doroschnoje im Einzugsbereich der Auferstehungskirche in Kaliningrad (Königsberg) innerhalb der Propstei Kaliningrad der Evangelisch-lutherischen Kirche Europäisches Russland (ELKER).